# Pension pour célibataires
Pension pour célibataires (titre original tchèque : Pension pro svobodné pány) est un film tchécoslovaque de comédie écrit et réalisé par Jiří Krejčík, sorti en 1967.
Il s'agit de l'adaptation de la pièce du dramaturge irlandais Seán O'Casey Histoire de nuit (Bedtime Story) créée en 1951.

## Fiche technique
- Titre : Pension pour célibataires
- Titre original : Pension pro svobodné pány
- Réalisation : Jiří Krejčík
- Scénario : Jiří Krejčík, d'après la pièce de Sean O'Casey Histoire de nuit (Bedtime Story)
- Directeur de la photo : Rudolf Milič
- Musique : Eugene Illini
- Studio de production : Studios Barrandov
- Pays d'origine :  Tchécoslovaquie
- Langue : tchèque
- Genre : comédie
- Durée : 90 minutes
- Année de sortie : 1967

## Distribution
- Iva Janzurová : Andela
- Josef Abrhám : Mulligan
- Jirí Hrzán : Halibut
- Vera Ferbasová : slecna Mossierová
- Pavel Landovský : Nájemník
- Nada Urbánková : Dáma
- Jiří Hálek : Pán
- Josef Hlinomaz : Policista
- Ivana Karbanová :
- Sona Zbornikova : Slecna
- Alena Walterova : Slecna
- Gustav Oplustil : Pán

## Commentaires
Vladimír Pucholt devait tenir un des rôles principaux, mais l'acteur ayant émigré, ce fut George Hrzán qui obtint le rôle.